# Иванко (деспот)
Иванко (болг. Иванко) — последний деспот Добруджи. Вступил на престол после смерти своего отца, Добротицы.
В 1387 султан Мурад I совершил карательный поход на Болгарское царство из-за несоблюдения вассальных отношений царём Иваном Шишманом. Из «профилактических» соображений султан приказал осадить и Варну — новую столицу Добруджанского деспотата. Варна устояла под ударами турок, но деспот Иванко стал вассалом османского султана Мурада I. Как и все остальные болгарские вассалы, сын Добротицы вёл нелояльную к султану политику, что привело к уничтожению молодого государства в результате нового османского похода.
27 мая 1387 года Иванко подписал мирный договор с Генуэзской торговой колонией из Константинополя. Договор урегулирует торговые отношения между сторонами, но имеет и политический характер.
В 1388 турки предприняли новый поход на Болгарию и Добруджу. В ходе этой кампании по одним источникам Иванко был убит в результате переворота, а по другим становится вассалом турецкого султана. Переворот против Иванко был организован, но по одним источникам он был успешным, а по другим нет.
В 1390 году влашкий воевода Мирчо Старый совершает поход через Добруджу и доходит до Фракии. Основными его действиями являются грабежи и разорение земель. После окончании похода он начинает называть себя «деспотом Дрстера и земель Добротичевых» (имеется в виду земли Добротицы). Ввиду этого и вероятной гибели Иванко в 1388 году некоторые историки строят предположения, что он подчиняет себе Добруджанское деспотство. Однако исторические данные об осадах городов Добруджи и о крупных сражениях отсутствуют, а город Дрстер находится во власти болгарского царя Шишмана.
Добруджанское деспотство падает после очередного османского похода в периоде между 1394—1395 годами. По устной легенде столица деспота Иванко — Калиакра падает последней.